# Miek Janssen

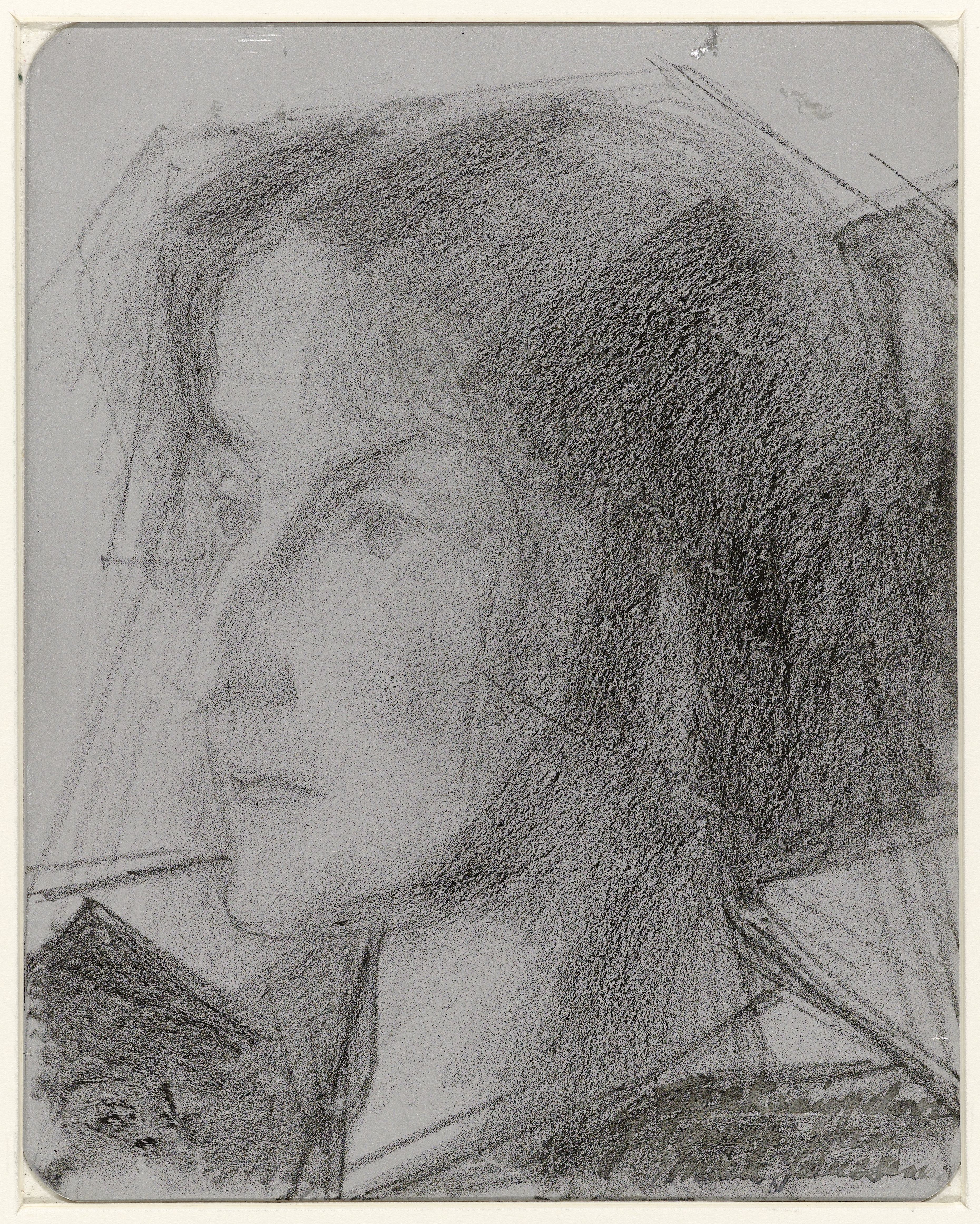
Miek Janssen

Wilhelmina Martha Catharina Maria Theresia (Miek) Janssen (Arnhem, 11 april 1890 – Hilversum, 20 november 1953) was een Nederlandse kunstschilder, tekenaar, aquarellist, dichter, lerares letterkunde en auteur.
Zij huwde in 1935 in Den Haag met R.G.A.C. Le Conge Kleyn. Zij werkte in Arnhem, in Oosterbeek, in Apeldoorn tot 1922, in Den Haag tot 1951 en in Laren (Noord-Holland). 

## Miek Janssen en Jan Toorop
In 1912 bracht Miek Janssen de kunstenaar Jan Toorop een bezoek in zijn Nijmeegse atelier en dit bleek de start van een relatie. Zij was dichteres en een diepgelovige katholiek, die alles voor de kunst van Toorop over had, en veel over hem publiceerde. Zij stond model voor een aantal van Toorops tekeningen en op de kruiswegstaties voor de Sint-Bernulphuskerk te Oosterbeek. 
Mieks vader was de eigenaar van het bekende Hotel Schoonoord in Oosterbeek, Toorop heeft daar verschillende keren met haar gelogeerd. Hij illustreerde trouw de door haar geschreven dichtbundels. Het was niet de enige keer dat hij haar schilderde. Zo maakte hij in 1914 en 1915 twee portretstudies van haar en in de verschillende versies van La Belgique sanglante uit 1914 waarin hij zichzelf naast Miek afbeeldde. Bij een bepaalde tekening schreef hij aan mijn liefste Miek / je Olof (…). Olof was een door Miek gebruikte koosnaam voor Jan Toorop. Als leerlinge van Jan Toorop schilderde en tekende zij religieuze voorstellingen en bloemen.